# Phương diện quân Nam
Phương diện quân Nam (tiếng Nga: Южный фронт) là một tổ chức tác chiến chiến lược của Hồng quân Liên Xô trong Thế chiến thứ hai.

## Lịch sử

### Thành lập
Phương diện quân Nam được thành lập ngày 25 tháng 6 năm 1941 theo chỉ lệnh của NKO ra ngày 23 tháng 6 năm 1941. Biên chế ban đầu gồm các tập đoàn quân 9, 18 và quân đoàn bộ binh độc lập 9. Sau đó được bổ sung thêm các tập đoàn quân 6, 12, 24, 37, 51, 56, 57, tập đoàn quân duyên hải và tập đoàn quân không quân 4.
Trong các trận chiến phòng thủ năm 1941, phương diện quân đã bị đánh bật khỏi tuyến phòng thủ phía Tây Nam Liên Xô trước các cuộc tấn công của lực lượng Đức Quốc xã và Rumani thuộc Cụm Tập đoàn quân Nam. Cuối tháng 7, các đơn vị phương diện quân phải rút khỏi Dniester, và đến cuối tháng 8 rút qua Dnepr, chỉ để tập đoàn quân duyên hải ở lại phòng thủ Odessa.
Vào cuối tháng 9 và đầu tháng 11 năm 1941, các đơn vị của phương diện quân phối hợp với cánh trái Phương diện quân Tây Nam tiến hành các chiến dịch phòng thủ ở Donbass, không cho đối phương bao vây các lực lượng Xô viết. Bị đánh tan ở Rostov-on-Don, các đơn vị thuộc Cụm tập đoàn quân Nam của Đức đã bị tiêu diệt trong các cuộc phòng thủ của Hồng quân ở tuyến sông Mius, kế hoạch đột nhập vào vùng Kavkaz đã bị phá sản.
Tháng 1 năm 1942, trong cuộc phản công mùa đông, các đơn vị của phương diện quân, cùng với một phần Phương diện quân Tây Nam, thực hiện chiến dịch Barvenkovo-Lozovsky, đột kích sâu vế hướng Tây được 100 km. Tháng 5 năm 1942, các đơn vị cánh phải Phương diện quân Nam tham gia chiến dịch Kharkov. Tháng 7 năm 1942, các đơn vị chủ lực của phương diện quân di chuyển xuống phía nam sông Don, đã tiến hành chiến dịch Donbass. Tuy nhiên, trước sức phản công mạnh mẽ của quân Đức, lực lượng của phương diên quân bị thiệt hại nặng nề, phải rút lui khỏi Donbass, Rostov và rút lui về phía nam sông Don.
Vào ngày 28 tháng 7 năm 1942, trên chỉ thị của Stavka, Phương diện quân Nam bị giải thể, các đơn vị còn lại được nhập vào Phương diện quân Bắc Kavkaz.

### Tái lập
Phương diện quân Nam được tái lập ngày 1 tháng 1 năm 1943 theo chỉ thị của Stavka ngày 30 tháng 12 năm 1942, trên cơ sở Phương diện quân Stalingrad vừa bị giải thể. Biên chế bao gồm các tập đoàn quân Cận vệ số 2, tập đoàn quân 28, 51 và 8, sau sung thêm các tập đoàn quân 3 và 44. Phối thuộc biên chế phương diện quân còn có Giang đoàn Azov.
Trong cuộc tấn công mùa đông của Hồng quân năm 1943, các đơn vị phương diện quân đã thực hiện chiến dịch Rostov, kết quả đã tiến được 300–500 km, giải phóng Rostov và tiến ra sông Mius.
Trong chiến dịch Donbass năm 1943, các đơn vị phươgn diện quân phối hợp với Phương diện quân Tây Nam. Sau đó, phương diện quân thực hiện chiến dịch Melitopol, giải phóng Donbass, phá vỡ khu vực phía nam phòng tuyến phía đông của Đức Quốc xã. Phát huy chiến quả, phương diện quân tiếp tục công kích đến vùng thấp hơn của Dnieper và Krym, chiếm giữ một đầu cầu trên bờ biển phía nam Sivash và chặn cụm quân Crimea của Đức trên bán đảo.
Vào ngày 20 tháng 10 năm 1943, trên cơ sở chỉ thị của Đại bản doanh ngày 16 tháng 10 năm 1943, phương diện quân được đổi tên thành Phương diện quân Ukraina 4.

## Lãnh đạo phương diện quân

### Tư lệnh
| STT | Ảnh | Họ tên              | Thời gian sống | Thời gian tại nhiệm             | Cấp bậc tại nhiệm                                       | Ghi chú                                                  |
| --- | --- | ------------------- | -------------- | ------------------------------- | ------------------------------------------------------- | -------------------------------------------------------- |
| 1   |     | I.V. Tyulenev       | 1892 - 1978    | tháng 6, 1941 - tháng 8, 1941   | Đại tướng (1940)                                        |                                                          |
| 2   |     | D.I. Ryabyshev      | 1894 - 1985    | tháng 5, 1941 - tháng 10, 1941  | Trung tướng (1940)                                      |                                                          |
| 3   |     | Ya.T. Cherevichenko | 1894 - 1976    | tháng 10, 1941 - tháng 12, 1941 | Thượng tướng (1941)                                     |                                                          |
| 4   |     | R.Ya. Malinovsky    | 1898 - 1967    | tháng 12, 1941 - tháng 6, 1942  | Trung tướng (1941)                                      |                                                          |
|     |     |                     |                |                                 |                                                         |                                                          |
| 5   |     | A.I. Yeryomenko     | 1892 - 1970    | tháng 9, 1942 - tháng 2, 1943   | Thượng tướng (1941)                                     | Nguyên soái Liên Xô (1955). Tổng thanh tra Bộ Quốc phòng |
| 6   |     | R.Ya. Malinovsky    | 1898 - 1967    | tháng 2, 1943 - tháng 3, 1943   | Trung tướng (1941) Thượng tướng (1943)                  | Nguyên soái Liên Xô (1944). Bộ trưởng Quốc phòng.        |
| 7   |     | F.I. Tolbukhin      | 1894 - 1949    | tháng 3, 1943 - tháng 10, 1943  | Trung tướng (1941) Thượng tướng (1943) Đại tướng (1943) | Nguyên soái Liên Xô (1944). Tư lệnh Quân khu Zakavkaz.   |

### Ủy viên Hội đồng quân sự
| STT | Ảnh                                 | Họ tên           | Thời gian sống | Thời gian tại nhiệm            | Cấp bậc tại nhiệm                          | Ghi chú                                                               |
| --- | ----------------------------------- | ---------------- | -------------- | ------------------------------ | ------------------------------------------ | --------------------------------------------------------------------- |
| 1   |                                     | A.I. Zaporozhets | 1899 - 1959    | tháng 6, 1941 - tháng 12, 1941 | Chính ủy Tập đoàn quân bậc 1 (1941)        | Bị giáng cấp Chính ủy Quân đoàn tháng 10 năm 1942. Trung tướng (1942) |
| 2   | Tập tin:Илларион Иванович Ларин.jpg | I.I. Larin       | 1903 - 1942    | tháng 12, 1941 - tháng 7, 1942 | Chính ủy Sư đoàn (1941) Thiếu tướng (1942) | Tự sát tháng 7 năm 1942                                               |
|     |                                     |                  |                |                                |                                            |                                                                       |
| 3   |                                     | N.S. Khrushchyov | 1894 - 1971    | tháng 9, 1942 - tháng 2, 1943  | Trung tướng (1942)                         | Bí thư thứ nhất Đảng Cộng sản Liên Xô.                                |
| 4   |                                     | K.A. Gurov       | 1901 - 1943    | tháng 3, 1943 - tháng 9, 1943  | Trung tướng (1942)                         | Qua đời vì bệnh tim.                                                  |
| 5   |                                     | Ye.A. Shchadenko | 1885 - 1951    | tháng 9, 1943 - tháng 10, 1943 | Thượng tướng (1942)                        |                                                                       |

### Tham mưu trưởng
| STT | Ảnh                                            | Họ tên            | Thời gian sống | Thời gian tại nhiệm            | Cấp bậc tại nhiệm                     | Ghi chú |
| --- | ---------------------------------------------- | ----------------- | -------------- | ------------------------------ | ------------------------------------- | --- |
| 1   |                                                | G.D. Shishenin    | 1897 - 1941    | tháng 6, 1941                  | Thiếu tướng (1940)                    | Tử nạn máy bay ngày 24 tháng 11 năm 1941.                                                                   |
| 2   | Tập tin:Феодосий Константинович Корженевич.jpg | F.K. Korzhenevich | 1899 - 1972    | tháng 7, 1941                  | Đại tá (1940)                         | Trung tướng (1943)                                                                                          |
| 3   |                                                | F.N. Romanov      | 1900 - 1966    | tháng 7, 1941 - tháng 8, 1941  | Thiếu tướng (1940)                    | |
| 4   |                                                | A.I. Antonov      | 1896 - 1962    | tháng 8, 1941 - tháng 7, 1942  | Thiếu tướng (1940) Trung tướng (1941) | Đại tướng (1943).                                                                                           |
|     |                                                |                   |                |                                |                                       | |
| 5   |                                                | I.S. Varennikov   | 1901-1971      | tháng 9, 1942 - tháng 4, 1943  | Thiếu tướng (1942)                    | Trung tướng (1943). Chánh văn phòng Bộ Quốc phòng Liên Xô                                                   |
| 6   |                                                | S.S. Biryuzov     | 1904 - 1964    | tháng 4, 1943 - tháng 10, 1943 | Thiếu tướng (1940) Trung tướng (1943) | Nguyên soái Liên Xô (1955). Tổng Tham mưu trưởng Quân đội Liên Xô. Tử nạn máy bay ngày 19 tháng 10 năm 1964 |

## Biên chế chủ lực

### 1 tháng 7 năm 1941
- Tập đoàn quân 9
- Tập đoàn quân 18

### 1 tháng 10 năm năm 1941
- Tập đoàn quân 9
- Tập đoàn quân 10
- Tập đoàn quân 12
- Tập đoàn quân 18

### 1 tháng 1 năm 1942
- Tập đoàn quân 9
- Tập đoàn quân 12
- Tập đoàn quân 18
- Tập đoàn quân 37
- Tập đoàn quân 56

### 1 tháng 4 năm 1942
- Tập đoàn quân 9
- Tập đoàn quân 12
- Tập đoàn quân 18
- Tập đoàn quân 37
- Tập đoàn quân 56
- Tập đoàn quân 57
- Tập đoàn quân xung kích 8

### 1 tháng 7 năm 1942
- Tập đoàn quân 12
- Tập đoàn quân 18
- Tập đoàn quân 24
- Tập đoàn quân 37
- Tập đoàn quân 56
- Tập đoàn quân xung kích 8
- Tập đoàn quân không quân 4

### 1 tháng 1 năm năm 1943
- Tập đoàn quân cận vệ 2
- Tập đoàn quân 28
- Tập đoàn quân 51
- Tập đoàn quân không quân 8

### 1 tháng 4 năm 1943
- Tập đoàn quân cận vệ 2
- Tập đoàn quân xung kích 5
- Tập đoàn quân 28
- Tập đoàn quân 44
- Tập đoàn quân 51
- Tập đoàn quân không quân 8